# Baccharomyia cordobensis
Baccharomyia cordobensis är en tvåvingeart som beskrevs av Jean-Jacques Kieffer och Jörgensen 1910. Baccharomyia cordobensis ingår i släktet Baccharomyia och familjen gallmyggor. Inga underarter finns listade i Catalogue of Life.